# Accordo anglo-irlandese
L'accordo anglo-irlandese (in inglese: Anglo-Irish Agreement, in irlandese: an Comhaontú Angla-Éireannach) è un documento firmato dal Primo ministro del Regno Unito Margaret Thatcher e dal Taoiseach Garret FitzGerald il 15 novembre 1985 a Hillsborough, nella contea di Down, per tentare di risolvere il Conflitto nordirlandese.
Istituisce un ruolo consultivo per l'Irlanda sulla politica dell'Irlanda del Nord e sulla cooperazione tra Irlanda e Regno Unito contro il Provisional IRA. Secondo i termini dell'accordo, il futuro politico dell'Irlanda nel suo insieme, in particolare l'Irlanda del Nord, cambierà solo se la maggioranza della popolazione sarà d'accordo.
L'accordo è accettato da l'Oireachtas e dalla Camera dei comuni. Se il Partito Social Democratico e Laburista sostiene l'accordo, Sinn Féin e Fianna Fáil, per i repubblicani e i nazionalisti e il Partito Unionista dell'Ulster e il Partito Unionista Democratico, per gli unionisti e i lealisti, lo rifiutano.

## Contesto
Dall'inizio degli anni '80, i governi irlandese e britannico lavorarono più strettamente insieme per raggiungere una soluzione politica nel conflitto in Irlanda del Nord che fosse accettabile per tutte le parti.

## Disposizioni

### Conferenza intergovernativa anglo-irlandese
L'accordo anglo-irlandese del 15 novembre 1985 istituiva la Conferenza intergovernativa anglo-irlandese, che comprendeva rappresentanti dei governi britannico e irlandese. Questo organo si è occupato di questioni politiche, legali e di sicurezza nell'Irlanda del Nord e della "promozione della cooperazione transfrontaliera". Tuttavia, la CIG aveva solo un ruolo consultivo. Non le furono concessi poteri decisionali o modifiche legislative. La conferenza, tuttavia, è stata autorizzata a presentare proposte "a meno che tali questioni non rientrino nella giurisdizione di un'amministrazione decentralizzata nell'Irlanda del Nord". Questa disposizione da quel momento in poi avrebbe dovuto incoraggiare gli unionisti nordirlandesi (che si erano espressi contro la partecipazione del governo irlandese nell'Irlanda del Nord, contrariamente alla Conferenza intergovernativa anglo-irlandese), a gestire un governo decentralizzato per distribuire il potere. Il segretariato di Maryfield era la segreteria permanente della Conferenza intergovernativa anglo-irlandese, che comprendeva anche funzionari del Dipartimento degli affari esteri irlandese. La presenza dei funzionari irlandesi in particolare ha oltraggiato gli unionisti. Gli uffici del segretariato di Maryfield furono chiusi nel dicembre 1998 dopo che la Conferenza intergovernativa britannico-irlandese sostituì la Conferenza intergovernativa anglo-irlandese.

### Comunicato
In un messaggio allegato all'accordo anglo-irlandese, il Regno Unito ha convenuto che tutte le pattuglie dell'esercito britannico nell'Irlanda del Nord sarebbero state accompagnate da una scorta civile del Royal Ulster Constabulary. Un'eccezione a ciò sarebbe stata possibile solo in circostanze eccezionali. Fino al 1997, il governo irlandese ha sollevato migliaia di proteste per le violazioni di questo obbligo. Fu solo l'Accordo del Venerdì Santo del 10 aprile 1998 a porre fine alla violenta fase del conflitto in Irlanda del Nord e a trasformarlo in una ricerca di consenso politico.

## Impatto
L'accordo anglo-irlandese del 1985 non ha potuto immediatamente porre fine alla violenza politica nell'Irlanda del Nord, né ha riconciliato le due parti opposte. Per il momento, l'accordo non è riuscito a creare stabilità per entrambi i governi. Tuttavia, il cessate il fuoco proclamato unilateralmente dall'IRA il 31 agosto 1994 è considerato una conseguenza tardiva dell'accordo del 1985.
La condivisione del potere con la formazione decentrata del governo prevista nell'accordo non fu attuata negli anni seguenti e successivamente in una forma completamente diversa. Tuttavia, la cooperazione tra i governi britannico e irlandese è migliorata, ciò è stato un importante e fondamentale elemento per la formazione dell'Accordo del Venerdì Santo del 1998 tredici anni dopo. A questo proposito, l'Accordo anglo-irlandese può essere visto da una prospettiva intergovernativa come un passo importante nel processo di pace, poiché da allora in poi il governo irlandese è stato in grado di contribuire con le proprie opinioni o suggerimenti al discorso sull'Irlanda del Nord.

## Ricezione
Ad oggi, molti nordirlandesi, principalmente protestanti, vedono questa mossa come il tradimento di Thatcher nei confronti della provincia britannica.
The Guardian ha commentato l'accordo nel 2011 come segue: 
.
Poco prima di un vertice UE nell'ottobre 2018 riguardante la Brexit, il capo del Partito Unionista Democratico dell'Irlanda del Nord (DUP), Arlene Foster, ha avvertito il Primo ministro britannico Theresa May di errori nei negoziati sulla questione dell'Irlanda e ha parlato di una Thatcher-Déjà-vu. Riferendosi all'accordo anglo-irlandese, Foster ha dichiarato: "Dovrebbe imparare dal suo predecessore Margaret Thatcher". Secondo la Foster, la Thatcher in seguito "si è pentita profondamente di questa decisione". Non così tanto il suo co-firmatario, il primo ministro irlandese Garret FitzGerald, per il quale l'accordo anglo-irlandese è stato un momento saliente della sua carriera.